# Peugeot Typ 7

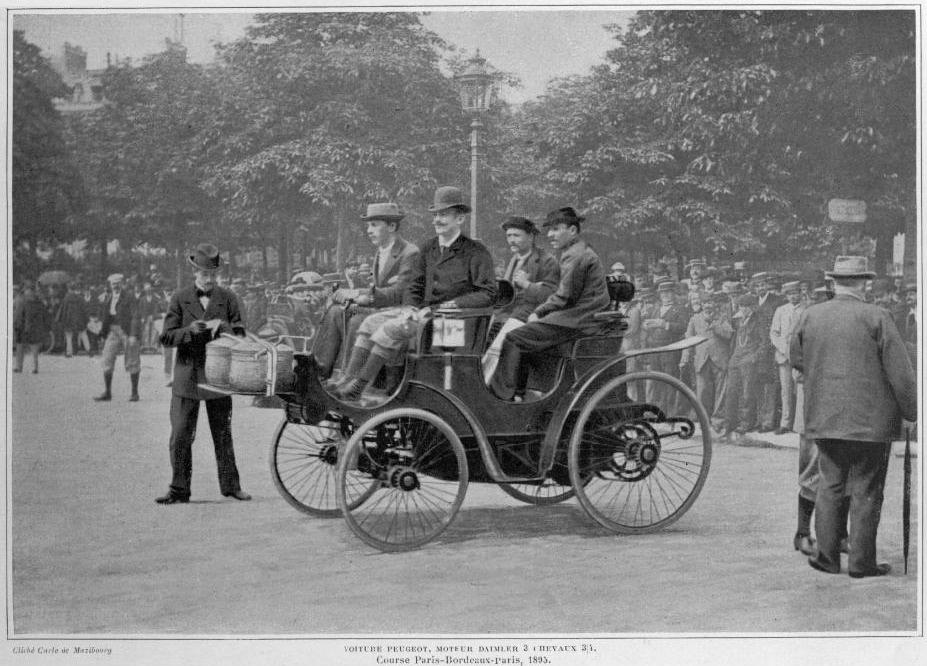
Peugeot Typ 7 von Isaac und Paul Koechlin beim Start zum Rennen Paris–Bordeaux–Paris 1895

Der Peugeot Typ 7 ist ein frühes Automodell des französischen Automobilherstellers Peugeot, von dem von 1894 bis 1897 im Werk Valentigney 25 Exemplare produziert wurden.
Die Fahrzeuge besaßen einen Zweizylinder-Viertaktmotor nach Lizenz Daimler, der im Heck angeordnet war und über Ketten die Hinterräder antrieb. Der Motor leistete aus 1282 cm³ Hubraum zwischen 3 und 3,75 PS.
Bei einem Radstand von 165 cm und einer Spurbreite von 129 cm vorne bzw. 131 cm hinten betrug die Fahrzeuglänge 265 cm, die Fahrzeugbreite 142 cm und die Fahrzeughöhe 250 cm. Die Karosserieform Phaeton bot Platz für vier Personen.
Im Jahr 1894 startete Peugeot mit mehreren Typ-5- und Typ-7-Wagen beim Concours du «Petit Journal» Les Voitures sans Chevaux von Paris nach Rouen, das als erstes Automobilrennen der Geschichte gilt. Albert Lemaîtres Typ-7-Phaeton war das erste Fahrzeug mit Benzinmotor, das ins Ziel kam und hatte drei Minuten Rückstand auf Albert de Dions Dampftraktor.
Im Jahr 1895 gewann Paul Koechlin mit einem Typ 7 das Rennen Paris–Bordeaux–Paris.